# Garniec (góra)
Garniec (niem. Schűsselberg) (763 m n.p.m.) – wzniesienie w Sudetach Środkowych, w Górach Kamiennych, w środkowej części pasma Gór Suchych.

## Położenie
Garniec położony jest na południowy wschód od miejscowości Sokołowsko, w bocznym grzbiecie odchodzącym ku północy od Kopicy.
Garniec zbudowany jest z permskich porfirów (latytów), należących do północnego skrzydła niecki śródsudeckiej.
Wzniesienie porośnięte jest lasem świerkowym regla dolnego z niewielką domieszką buka.
Znajduje się w Parku Krajobrazowym Sudetów Wałbrzyskich.